# Artur Jorge (calciatore 1972)
Artur Jorge Torres Gomes Araújo Amorim, noto semplicemente come Artur Jorge (Braga, 1º gennaio 1972), è un allenatore di calcio ed ex calciatore portoghese, di ruolo difensore, tecnico dell'Al-Rayyan.

## Biografia
È il padre di Artur Jorge Marques Amorim, anch'egli calciatore.

## Carriera

### Allenatore

#### Braga
Il 18 maggio 2022, al termine della stagione, viene ingaggiato dal Braga, in sostituzione del connazionale Carlos Carvalhal.

#### Botafogo
Il 3 aprile 2024, il Braga ha confermato la partenza di Artur Jorge per il Botafogo per 2 milioni di euro (circa 10,9 milioni di R$). Il portoghese ha firmato un contratto biennale con il Glorioso.
Arrivato a Rio de Janeiro il 3 aprile 2024, insieme a John Textor, proprietario della SAF Botafogo, il portoghese ha parlato per la prima volta come allenatore di Alvinegro davanti all'aeroporto Tom Jobim.
Due giorni dopo l'arrivo a Rio, Artur Jorge è stato annunciato ufficialmente dal Botafogo sui social venerdì 5 aprile, data che ha segnato anche l'inizio della sua attività come allenatore della squadra dell'Espaço Lonier, attuale CT del club di Rio; il giorno seguente è stato presentato ufficialmente in una conferenza stampa allo stadio Nilton Santos.
Il 30 novembre 2024, ha portato la sua squadra alla vittoria della Coppa Libertadores, battendo i connazionali brasiliani dell'Atlético Mineiro per 3-1, nonostante abbia giocato più di 90 minuti con un giocatore in meno. Il mese successivo, ha regalato al club di Rio il terzo titolo nazionale della storia del club.
Il 3 gennaio 2025 rescinde consensualmente il contratto con la squadra bianconera.

#### Al-Rayyan
Il 4 gennaio 2025, poche ore dopo aver lasciato il Brasile, viene annunciato come nuovo allenatore dell'Al-Rayyan, squadra qatariota militante nella Qatar Stars League, con cui sottoscrive un accordo fino al 30 giugno 2027, in sostituzione di Younes Ali.

## Statistiche
Statistiche aggiornate al 4 gennaio 2025. In grassetto le competizioni vinte.
| Stagione        | Squadra         | Campionato      | Campionato | Campionato | Campionato | Campionato | Coppe nazionali | Coppe nazionali | Coppe nazionali | Coppe nazionali | Coppe nazionali | Coppe continentali | Coppe continentali | Coppe continentali | Coppe continentali | Coppe continentali | Altre coppe | Altre coppe | Altre coppe | Altre coppe | Altre coppe | Totale | Totale | Totale | Totale | % Vittorie | Piazzamento |
| Stagione        | Squadra         | Comp            | G          | V          | N          | P          | Comp            | G               | V               | N               | P               | Comp               | G                  | V                  | N                  | P                  | Comp        | G           | V           | N           | P           | G      | V      | N      | P      | %          | Piazzamento |
| --------------- | --------------- | --------------- | ---------- | ---------- | ---------- | ---------- | --------------- | --------------- | --------------- | --------------- | --------------- | ------------------ | ------------------ | ------------------ | ------------------ | ------------------ | ----------- | ----------- | ----------- | ----------- | ----------- | ------ | ------ | ------ | ------ | ---------- | ----------- |
| lug.-ago. 2020  | Braga           | PL              | 5          | 3          | 1          | 1          | CP+CdL          | -               | -               | -               | -               | UEL                | -                  | -                  | -                  | -                  | -           | -           | -           | -           | -           | 5      | 3      | 1      | 1      | 60,00      | Sub., 3º    |
| 2022-2023       | Braga           | PL              | 34         | 25         | 3          | 6          | CP+CdL          | 7+4             | 4+3             | 2+0             | 1+1             | UEL+UECL           | 6+2                | 3+0                | 1+0                | 2+2                | -           | -           | -           | -           | -           | 53     | 35     | 6      | 12     | 66,04      | 3º          |
| 2023-apr. 2024  | Braga           | PL              | 27         | 17         | 5          | 5          | CP+CdL          | 3+4             | 2+3             | 0+1             | 1+0             | UCL+UEL            | 10+2               | 5+1                | 1+0                | 4+1                | -           | -           | -           | -           | -           | 46     | 28     | 7      | 11     | 60,87      | Risol.      |
| Totale Braga    | Totale Braga    | Totale Braga    | 66         | 45         | 9          | 12         |                 | 18              | 12              | 3               | 3               |                    | 20                 | 9                  | 2                  | 9                  |             | -           | -           | -           | -           | 104    | 66     | 14     | 24     | 63,46      |             |
| apr.-dic. 2024  | Botafogo        | A               | 38         | 23         | 10         | 5          | CB              | 4               | 2               | 1               | 1               | CL                 | 13                 | 6                  | 4                  | 3                  | CI          | 1           | 0           | 0           | 1           | 56     | 31     | 15     | 10     | 55,36      | Sub., 1º    |
| gen.-giu. 2025  | Al-Rayyan       | QSL             | 11         | 6          | 2          | 3          | QSC+EQC         | 0+4             | 0+2             | 0+1             | 0+1             | ACL                | 4                  | 1                  | 0                  | 3                  | -           | -           | -           | -           | -           | 19     | 9      | 3      | 7      | 47,37      | Sub., 5°    |
| Totale carriera | Totale carriera | Totale carriera | 115        | 74         | 21         | 20         |                 | 26              | 16              | 5               | 5               |                    | 37                 | 16                 | 6                  | 15                 |             | 1           | 0           | 0           | 1           | 179    | 106    | 32     | 41     | 59,22      |             |

## Palmarès

### Allenatore

#### Competizioni nazionali
- Coppa di Lega portoghese: 1

Braga: 2023-2024
- Campionato brasiliano: 1

Botafogo: 2024

#### Competizioni internazionali
- Coppa Libertadores: 1

Botafogo: 2024